# Большая Ипелька

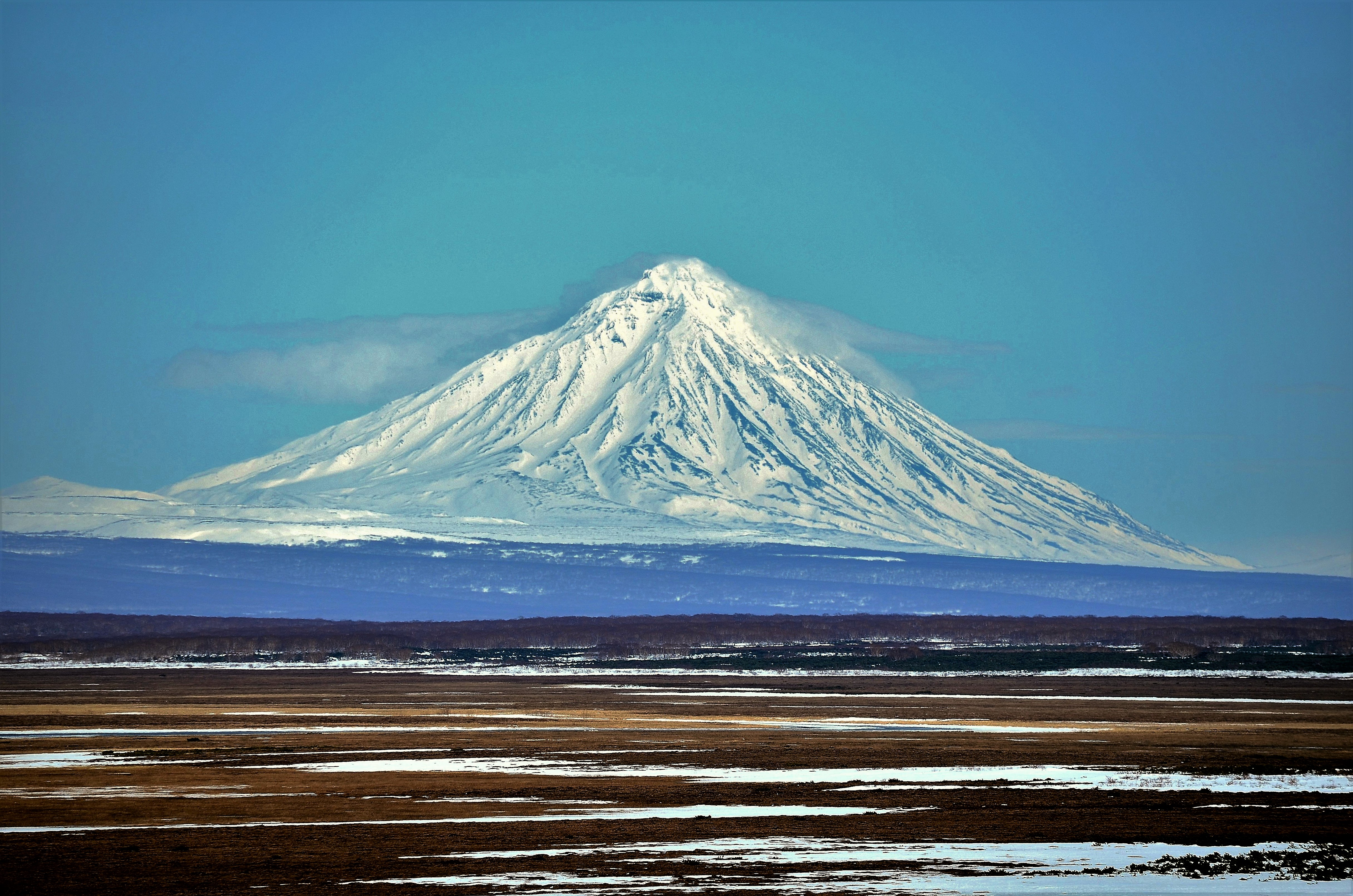
Большая Ипелька. Вулкан на Камчатке.

Большая Ипелька — щитовой вулкан на юго-западе Камчатки, на западном продолжении хребта Балаганчик. Вулкан расположен западнее депрессии Толмачёв Дол, между реками Карымчиной, Плотниковой и Удочкой. Неподалёку от вулкана находится конус вулкана Опала.
Высота — 1139 м. Диаметр основания — 35 км. Вулкан представляет собой горный массив — он разделён на много гор, которые образовались от мощного последнего извержения, произошедшего в раннем плейстоцене. Вулкан сложен базальтами, его площадь составляет 1100 кв. км, а объём — от 330 до 550 куб. км.